# Sitobion colei
Sitobion colei är en insektsart. Sitobion colei ingår i släktet Sitobion och familjen långrörsbladlöss. Inga underarter finns listade i Catalogue of Life.